# 제임스 & 올리버 펠프스
제임스 펠프스(James Phelps)와 올리버 펠프스(Oliver Phelps, 1986년 2월 25일 ~ )는 잉글랜드의 일란성 쌍둥이 배우이다. 해리 포터 영화 시리즈에서 프레드 위즐리와 조지 위즐리 역을 각각 맡았다.

## 출연 작품
- 해리 포터와 마법사의 돌
- 해리 포터와 비밀의 방
- 해리 포터와 아즈카반의 죄수
- 해리 포터와 불의 잔
- 해리 포터와 불사조 기사단
- 해리 포터와 혼혈왕자
- 해리 포터와 죽음의 성물 1부
- 해리 포터와 죽음의 성물 2부